# Лохтачев, Александр Иванович
Александр Иванович Лохтачев (25 октября 1948 — 15 апреля 2021) — советский и российский скульптор, заслуженный художник России (2004), оружейник.

## Биография
Александр Иванович Лохтачев родился 25 октября 1948 года в Чебаркуле. Окончил художественно-графическое отделение Златоустовского-педагогического училища (1971 г.), специальность — учитель рисования и черчения.
Творческую деятельность начал Художником — оформителем в Златоустовском драматическом театре им. 10-летия Октября с 1971 по 1973 годы.
В период с 1973 по 1976 годы работал Художником-оформителем Чебаркульского городского отдела культуры
С 1976 по 1979 годы — художник-гравер в Златоустовском машиностроительном заводе им. Ленина.
С 1979 по 1981 годы — главный художник Златоустовского краеведческого музея.
С 1981 года Лохтачев А. И. художник 1 категории в Златоустовском участке Челябинского творческого производственного комбината Художественного фонда РСФСР. За время работы А. И. Лохтачев учувствует в создании многих скульптурных по заказу Художественного фонда РСФСР.
С 1983 года А. И. Лохтачев занимает должность Заведующего Златоустовского участка ТПК Художественного фонда РСФСР и руководит им вплоть до 1989 года.
С 1988 года система заказов Художественного фонда приходит в упадок и перед художниками встает проблема выживания в новых условия. Александр Лохтачев совместно со своим сокурсником по училищу Григорием Манушем пробуют себя в различных направлениях. Экспериментируют с производством и печатью текстильных вымпелов, работают над созданием и реставрацией архитектурных элементов фасадов зданий, создают муляжи наград для краеведческих музеев области. Но самым удачным экспериментом становятся попытки в области создания прикладных предметов в стиле Златоустовской гравюры.
С 1815 года Златоуст славился как международный центр оружейного и прикладного искусства, но в постсоветский период данный промысел был практически утерян. В городе на тот момент печатные картины в технике гравюры выпускал единственный цех Златоустовского машиностроительного завода им. Ленина, украшенное оружие и авторские произведения выпускались не более десятка в год по специальным заказам.
В 1990 году Александр Лохтачев , Григорий Мануш и Нина Лохтачева основали ТОО "Мастерские декоративно-прикладного искусства «ЛиК» (Лохтачевы и компания). «ЛиК» стало первой частной творческой мастерской, поставившей главной программной целью сохранение и дальнейшее развитие культурных традиций Златоуста и Уральского региона как одного из крупных художественных центров России.
С самого начала А. И. Лохтачев сделал ставку на разнонаправленность деятельности Мастерской. За короткий период были определены направления деятельности: гравюра на металле, монументальная и интерьерная скульптура, камнеобработка, участок упаковки, мастерская ручного ткачества, мастерская рукописной книги.
Под его руководством компания обучила более 1500 специалистов, в числе которых художники, граверы, мастера ручного ткачества, мастера-оружейники, ювелиры.
В 2004 году по заказу Мастерских ДПИ «ЛиК» в издательстве «Интербук-Бизнес» печатается художественный альбом «ЛИК ЗЛАТОУСТА», который на многие годы стал учебным пособием для многих художников и мастеров города Златоуста.
На сегодняшний день Златоустовская гравюра стала международным брендом, а производством художественных изделий в данной технике занимается более пятидесяти предприятий.

## Скульптор
Среди наиболее известных скульптурных работ Лохтачева А. И. следует выделить:
- Памятник Сергию Радонежскому, город Белгород[7].
- Памятник Богдану Хмельницкому, город Белгород[8][9].
- Памятник Федору Иоанновичу, город Белгород[10].
- Памятник Святому Великомученику Трифону, город Москва[11][12].
- Памятник поэтессе Фазу Алиевой, город Махачкала[13].
- Памятник Елисавете Федоровне, город Москва[14].
- Памятник первому учителю, город Златоуст[15].
- Памятник поэту Габдулле Тукаю, город Челябинск[16][17].
- Рельефные Врата Варлаамо-Хутынского Спасо-Преображенского монастыря[18].
- Скульптурная композиция «Европа- Азия», город Челябинск, Челябинский исторический музей[18].
- Для города Сатка (Челябинской области) был изготовлен рельеф «Солдаты» в рамках реконструкции сквера «Память».
- В городе Белгород на территории исторического некрополя был установлен памятник «горожанам, не вернувшимся с войны»[19].
- Проект памятника Владимиру Высоцкому[20].
- Проект памятника Богатырям и Князьям земли русской[21].

## Творческая деятельность

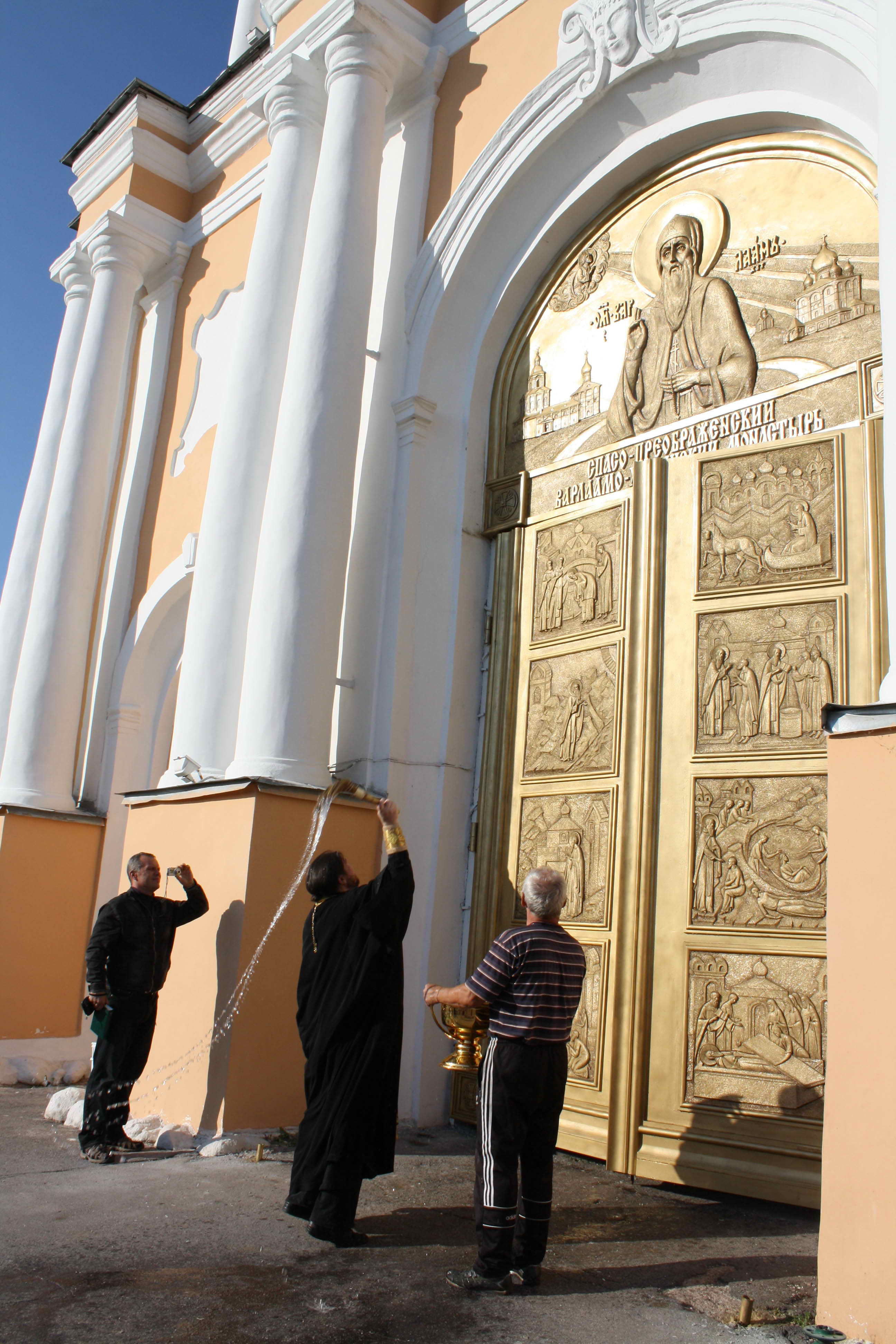
Освещение Врат Варлаама- Хутынского Монастыря

Работы, созданные мастерскими «ЛиК» под руководством Лохтачева А. И., стали достоянием современного искусства. Многие из них хранятся в музеях России и мира, в частных коллекциях.
- «Щит и Меч Победы» для Центрального мемориального музея Великой Отечественной войны на Поклонной горе, Москва[24].
- Мечи «Памяти и благодарности» странам-участницам антигитлеровской коалиции. Были вручены президентом России Борисом Ельциным президентам Англии, Франции и США — Биллу Клинтону, Джону Мейджеру и Жаку Шираку[25][26][27].
- Дарохранительница главного алтаря храма Христа- Спасителя, Москва[28][29]
- Серебряный оклад к чудотворной иконе Иверской Божией Матери для Святоозерского Богородицкого Иверского монастыря на Валдае[30].
- Серебряный оклад иконы Преподобного Варлаама Хутынского-чудотворца для Спасо-Преображенского Варлаамо-Хутынский женского монастыря[31].
- Серебряную ризу раки Преподобного Варлаама Хутынского для Спасо-Преображенского Варлаамо-Хутынский женского монастыря[32].
- В 2013 году к 100-летию освящения Морского Никольского собора в Кронштадте была изготовлена уникальная работа, выполненная по эскизам В. А. Косякова- серебряная водосвятная чаша. Орнамент на чаше выполнен с учётом стиля и технологий конца XIX — начала XX века
- В 2013 году была закончена работа по изготовлению оклада для уникального списка Табынской иконы Божией матери (с. Усть-Миасское, Курганской области)[33].
- В рамках Программы празднования 700-летия преподобного, творческий коллектив под руководством Александра Лохтачева принял участие в благоукрашении воссоздаваемого Храма Сергия Радонежского (г. Пушкин). К освящению Храма было изготовлено торжественное напрестольное Евангелие, украшенное рельефными изображениями, несколько наборов для причастия. Самым главным предметом утвари стал Ковчег для частицы мощей Сергия Радонежского[34].

## Общественная деятельность
В 1994 году принято постановление правительства РФ о создании Фонда народных художественных промыслов. Александр Иванович разрабатал программу развития художественных промыслов уральского региона и был назначен вице-президентом фонда по этому региону. При финансировании и поддержке мастерских «ЛиК» в Златоусте был создан «Комитет народных художественных промыслов», который просуществовал до 2008 года.
В 1996 году по инициативе Александра Лохтачева и при поддержке ректора Южноуральского государственного университета академика Г. П. Вяткина в Златоусте на базе филиала Южноуральского Государственного Университета впервые на Урале была открыта специальность «Технология художественной обработки материалов». Финансирование новой специальности полностью осуществлялось фирмой «ЛиК». На территории предприятия были созданы оборудованные учебные классы и мастерские для студентов новой специальности.
С 1997 года мастерские начинают работать в области церковного искусства. В этом же году с благословения Патриарха Московского и всея Руси Алексия II, а также по решению Священного Синода мастерским «ЛиК» была доверена работа по воссозданию Дарохранительницы для Главного престола Храма Христа Спасителя.
В 1998 году Мастерские «ЛиК» получают статус «Патриарших мастерских».
В 2000 году Дарохранительница была передана в дар и установлена в Главном Алтаре Храма Христа Спасителя. За проведенную работу по воссозданию , Александр Иванович Лохтачев награждён орденом Святого благоверного князя Даниила Московского III степени.
В 2004 году присвоено почетное звание «Заслуженный художник России».

## Награды и звания
- Заслуженный художник России (2004)[37]
- почетная грамота Губернатора Челябинской области (2005)[3]
- знак отличия «За заслуги перед Челябинской областью» (2008)[3]
- медаль ордена «За заслуги перед Отечеством» II степени (2009)[38]
- благодарность Губернатора Челябинской области (2010)[3]
- благодарностью Губернатора Белгородской области (2014)[39]
- Медаль ордена «За заслуги перед Отечеством» I степени (2019)[40][41]
- благодарность Президента Республики Татарстан (2020)[42][43]

### Общественные награды
- орденом Святого благоверного князя Даниила Московского III степени (2000)
- Орден «Голубь мира» от Московского фонда мира и паломнического центра «Благословенный Афон»,
- Орден «Святого Трифона» III степени от «Национального фонда Святого Трифона»,
- Орден «Главный мастер» им. Ф. П. Бирбаума — от Мемориального фонда Карла Фаберже[3].